# 羅薩里奧德萊爾馬縣

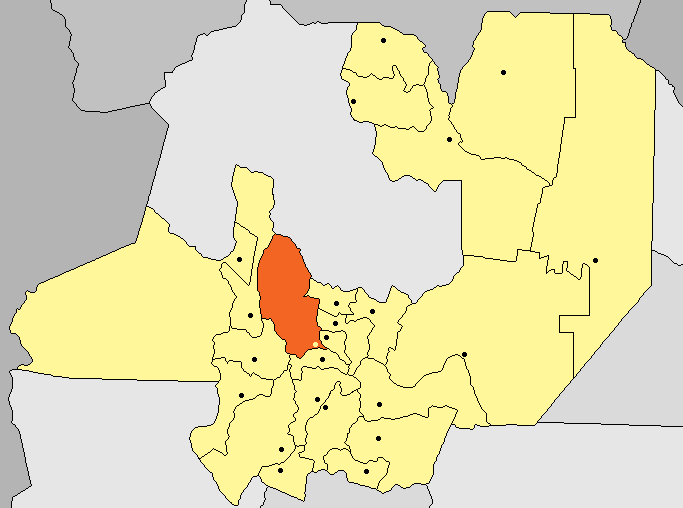

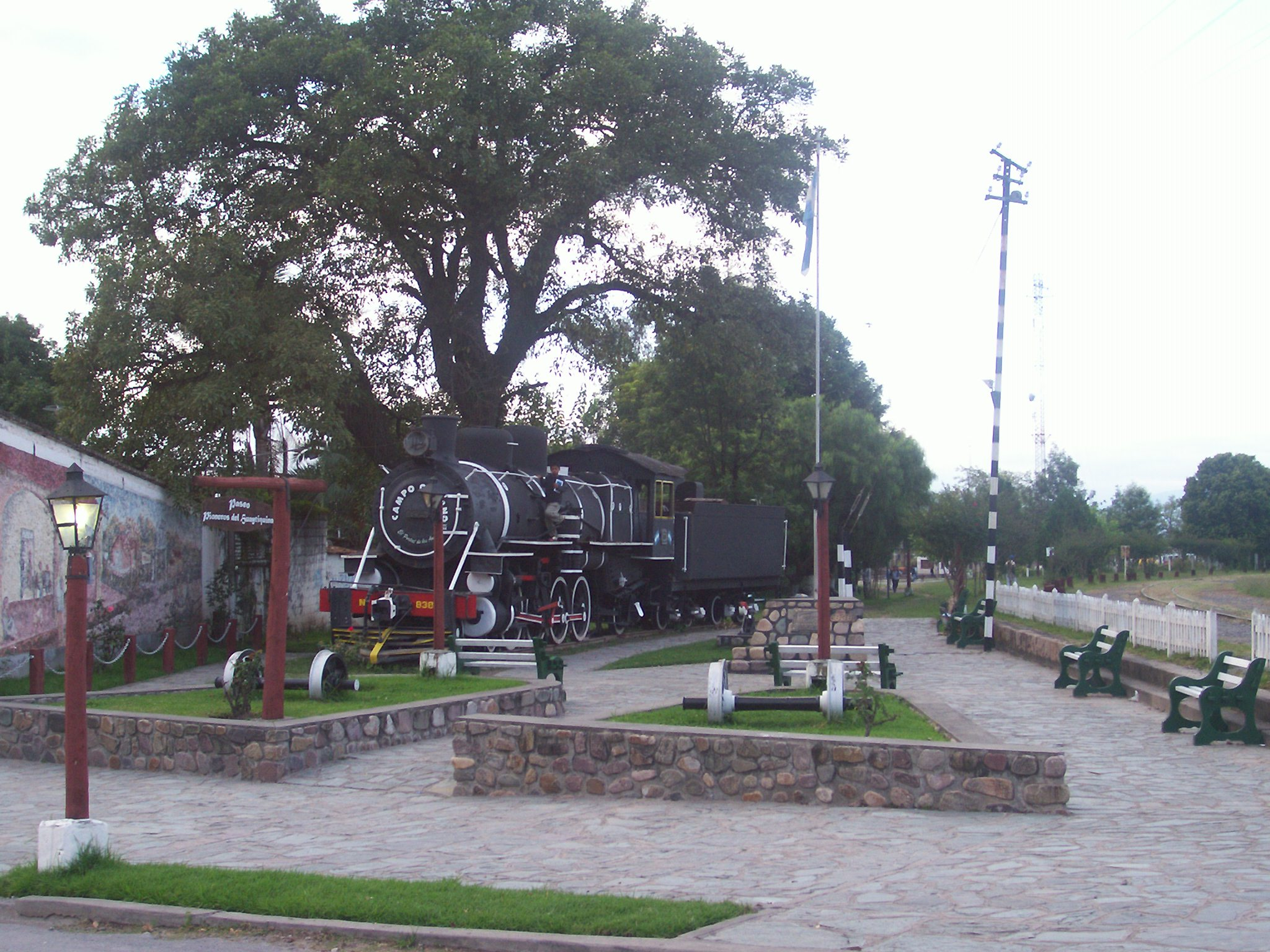

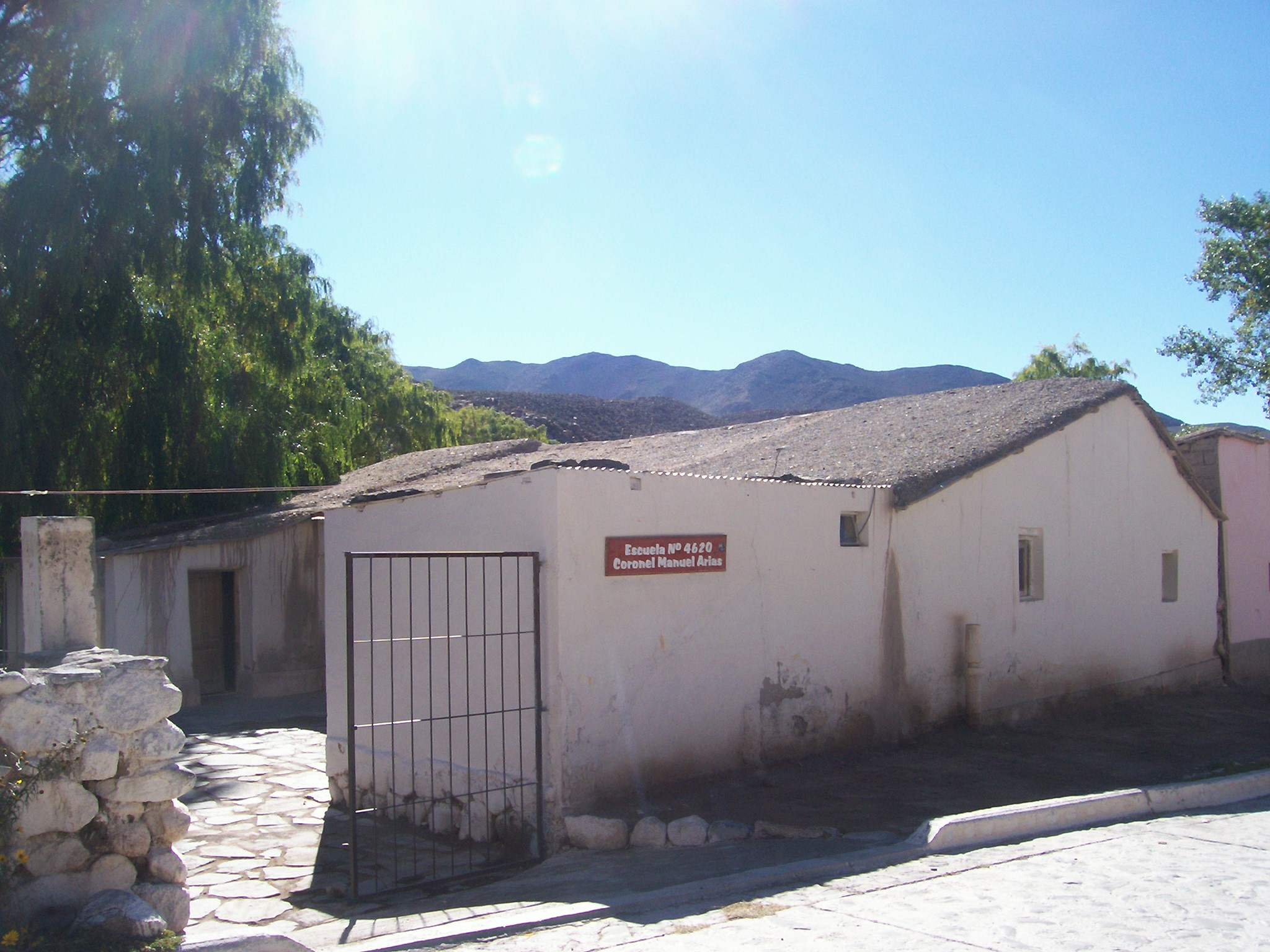

24°58′47″S 65°34′47″W / 24.97972°S 65.57972°W
羅薩里奧德萊爾馬縣（西班牙語：Departamento Rosario de Lerma），是阿根廷的縣份，位於該國西北部薩爾塔省，首府設於羅薩里奧德萊爾馬，面積5,110平方公里，2001年人口33,741，人口密度每平方公里6.6人。